# Tour Transalp

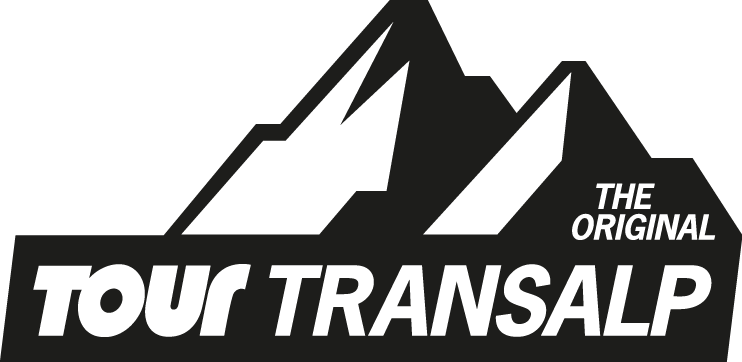

Die Tour Transalp (Eigenschreibweise TOUR Transalp) ist eine vom TOUR-Magazin veranstaltete Rennrad-Etappenfahrt für Zweierteams und Einzelfahrer über die Alpen.

## Organisation
Die Tour Transalp wird seit 2003 regelmäßig in der letzten Juniwoche durchgeführt. Der Gründer Ulrich Stanciu, späterer Herausgeber des BIKE-Magazins und Buchautor des Delius Klasing Verlags, war auch Begründer der vergleichbaren BIKE-Transalp, eine Veranstaltung des Schwester-Magazins BIKE für Mountainbikes.
Bei der Austragung 2018 (Start am 24. Juni) waren auch die beiden Ex-Profi-Triathleten und Ironman-Weltmeister Faris Al-Sultan und Thomas Hellriegel im Team am Start.

### Kategorien
Die Tour Transalp führt in der Regel über sieben Etappen von Süddeutschland oder Österreich über die Alpen bis an den nördlichen Gardasee. Das Rennen wird traditionell in Zweierteams gefahren (seit 2019 sind auch Einzelstarter möglich) und ist dabei in fünf Kategorien unterteilt:
- Herren
- Damen
- Mixed
- Masters (im Team ein Gesamtalter von mehr als 80 Jahren)
- Grand Masters (im Team ein Gesamtalter von mehr als 100 Jahren)

### Messe
In jedem Etappenort wird eine kleine Messe samt Chill-out-Area rund um den Start- und Zielbereich aufgebaut, in welchem die Fahrer nach der Zielankunft die erste Verpflegung erhalten. Zusätzlich können sie bei den Ausstellern Ersatzmaterial und -zubehör sowie Fahrradservice erhalten. Auf der Strecke gibt es Materialwagen für Fahrrad-Defekte.

### Rahmenprogramm
Zu der Veranstaltung gehört eine abendliche „Pasta-Party“. Hier können sich die Fahrer über die tägliche Etappe austauschen und die Bilder und Videos des Tages anschauen. Auf der Pasta-Party findet auch das Briefing für die nächste Etappe statt.
Im Zielort der Tour Transalp findet die „Finisher-Party“ statt. Auf der Party wird jedem Fahrer, der alle Etappen im vorgegebenen Rahmen beendet hat, ein „Finisher-Trikot“ übergeben.

## Strecke
Der Streckenverlauf dieser Alpenüberquerung variiert in jedem Jahr. Die bisherigen Startorte waren Sonthofen, Mittenwald, Oberammergau und Innsbruck. Bis zum Ziel in Arco oder Riva del Garda werden dann mehr als 800 km zurückgelegt und knapp 18.000 hm überquert.
| Jahr | Sonntag | Montag  | Dienstag                          | Mittwoch  | Donnerstag | Freitag | Samstag      | Ziel | Höhenmeter | Länge     |
| ---- | ------- | ------- | --------------------------------- | --------- | ---------- | ------- | ------------ | ---- | ---------- | --------- |
| 2023 | Lienz   | Sillian | Primiero San Martino di Castrozza | Pederobba | Folgaria   | Kaltern | Comano Terme | Arco | 18.233 hm  | 827,30 km |